# Моздок — Казі-Магомед
Моздок — Казі-Магомед — трубопровід, споруджений в радянські часи передусім для поставок газу до Закавказзя. Також використовується з метою постачання Чечні та Дагестану.
Починаючи з кінця 1950-х років Закавказзя забезпечувалось переважно азербайджанським газом, до якого в 1970-х приєднались іранські поставки. Вичерпання запасів місцевих родовищ, введених в розробку, та припинення імпорту з Ірану після 1979 року викликало необхідність подати в регіон додатковий ресурс. Для цього у 1982-му ввели в експлуатацію газопровід Моздок — Казі-Магомед, що проходив із Північної Осетії через Чечню та Дагестан до району на південний захід від Баку. В кінцевій точці він приєднувався до газотранспортного коридору Карадаг — Тбілісі, у складі якого не так давно проклали нитку, призначену для іранського газу. Це дозволяло з використанням існуючої інфраструктури транспортувати паливо як до західних районів Азербайджану, так і в інші закавказькі республіки СРСР.
На вихідну ж точку системи у 1983 році подали ресурс із Західного Сибіру через газопровід Новопсков — Аксай — Моздок.  А у 1987-му до компресорної станції Червленна (на схід від Моздоку) вивели трубопровід Макат — Північний Кавказ, яким із Північного Прикаспію подавався середньоазійський газ.
Потужність газопроводу Моздок — Казі-Магомед діаметром 1200 мм становить до 10 млрд м3 на рік. Окрім згаданої вище станції у Червленній, на маршруті також працюють компресорні станції в Кизилюрті, Ізбербаші (Дагестан) та Сіазані (Азербайджан).
З розпадом СРСР поставки по трубопроводу в азербайджанському напрямку перервались до 2000 року. В 2007-му імпорт Азербайджаном блакитного палива знов припинився через зростання власного видобутку та цінову суперечку, а з 2010-го вже Азербайджан став експортувати газ до Росії. Поставки у реверсному напрямку по системі Моздок — Казі-Магомед досягли піку в 2013-му (1,4 млрд.м3), проте вже в наступному році впали в кілька разів та далі припинились. Осінню 2015 Азербайджан в черговий раз розпочав імпорт російського газу, необхідного для покриття дефіциту до початку розробки унікального родовища Шах-Деніз.
На початку 2000-х років газопровід кілька разів пошкоджувався внаслідок диверсій на території Чечні та Дагестану. Внаслідок вибуху та наступної пожежі у листопаді 2004 року під Махачкалою постраждало 22 особи.